# Ptychamalia gerana
Ptychamalia gerana är en fjärilsart som beskrevs av Paul Dognin 1890. Ptychamalia gerana ingår i släktet Ptychamalia och familjen mätare. Inga underarter finns listade.